# At-Takwīr
At-Takwīr (arabisch التكوير at-Takwīr ‚Das Umwinden‘; ‚Das Einhüllen‘) ist die 81. Sure des Korans, sie enthält 29 Verse. Die Sure gehört in die erste mekkanische Periode (610–615), ihr Titel bezieht sich auf Vers 1. Zusammen mit Sure 82 und Sure 99 gehört sie zu den sogenannten apokalyptischen Suren.
Die ersten 14 Verse behandeln die Furcht erregenden Anzeichen des Gerichtes Gottes und seine Vergeltung. Der abschließende zweite Teil betont die Echtheit der prophetischen Botschaft Mohammeds. Der Koran ist weder Menschenwort noch „die Rede eines gesteinigten Satans“, sondern wurde von Gott dem Propheten durch den Engel Gabriel überbracht.